# Rhinolophus mitratus
Rhinolophus mitratus là một loài động vật có vú trong họ Dơi lá mũi, bộ Dơi. Loài này được Blyth mô tả năm 1844.